# Stigmops howensis
Stigmops howensis är en kräftdjursart som först beskrevs av Lewis 1998B.  Stigmops howensis ingår i släktet Stigmops och familjen Armadillidae. Inga underarter finns listade i Catalogue of Life.